# Wilhelminaplein (Rotterdam)

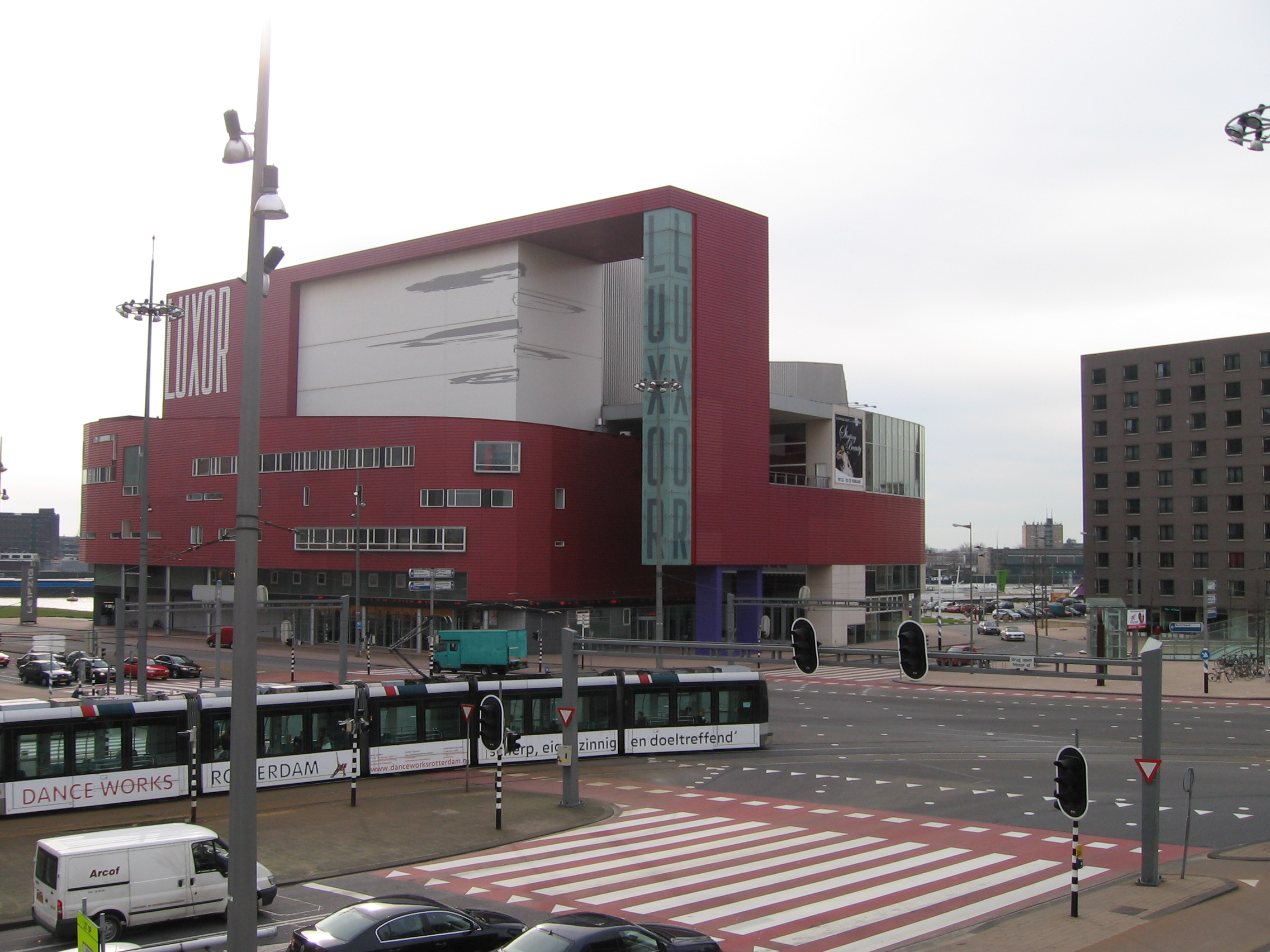
Het Wilhelminaplein met uitkijk op het nieuwe Luxor Theater.

Het Wilhelminaplein is een plein in Rotterdam. Het Wilhelminaplein ligt aan het zuidelijke uiteinde van de Erasmusbrug en maakt deel uit van de wijk Kop van Zuid, die in de jaren negentig werd ontwikkeld.
Op het Wilhelminaplein komen de Laan op Zuid, Posthumalaan, Wilhelminakade en de Spoorweghavenbrug samen.
Aan het Wilhelminaplein zijn de Rotterdamse rechtbank, de belastingdienst en het nieuwe Luxor Theater gevestigd. Sinds 1997 ligt onder het Wilhelminaplein metrostation Wilhelminaplein.
Op het Wilhelminaplein stoppen tramlijnen 3 en 5 en stoppen metrolijnen D en E op het gelijknamige metrostation. Voor het nieuwe Luxor Theater ligt een keerlus die van daaruit via de Veemstraat uitkomt bij de Laan op Zuid; dit biedt trams onder meer de mogelijkheid om voor de Erasmusbrug te keren.
Afrikaanderplein ·
Atjehstraat ·
Beijerlandselaan ·
Brede Hilledijk ·
Brielselaan ·
Boulevard Zuid ·
Charloisse Lagedijk ·
Coen Moulijnweg ·
Dordtselaan ·
Dordtsestraatweg ·
Dorpsweg ·
Goereesestraat ·
Groene Hilledijk ·
Groene Kruisweg ·
Grondherendijk ·
Katendrechtse Lagedijk ·
Kerkwervesingel ·
Kromme Zandweg ·
Laan op Zuid ·
Lange Hilleweg · 
Maastunnelplein ·
Mijnsherenlaan ·
Oldegaarde ·
Oranjeboomstraat ·
Pendrechtseweg ·
Plein 1953 ·
Pleinweg ·
Pretorialaan ·
Prins Hendrikkade ·
Riederlaan · 
Rosestraat ·
2e Rosestraat .
Slinge ·
Smeetlandsedijk · 
Stadionweg ·
Stieltjesplein ·
Stieltjesstraat ·
Strevelsweg ·
Vaanweg ·
Veerlaan ·
Vondelingenweg ·
Wilhelminakade ·
Wilhelminaplein ·
Zuiderpark ·
Zuiderparkweg ·
Zuidplein